# فاني كوري
فرانسيس ويلموت كوري (بالإنجليزية: Fanny Currey)‏ أو فاني كوري (30 مايو 1848 - 30 مارس 1917) مِنَ البساتنة الآيرلنديين ورسامي الألوان المائية. وهي عُضو مُؤسِس في أول جَمعية رسم لِلهواة في أيرلندا مخصصة للألوان المائية. ذهبت لحدائق وارين رغبة منها بأن تصبح بستانية للنرجس البري، ثم إلى مدينة ليزمور الآيرلندية في حَياتِها اللاحقة.

## حياتُها
وُلِدَت فاني كوري في قَلعة ليزمور في مُقاطعة وترفورد في 30 مايو 1848. وكانَت ابنة آنا وفرانسيس إدموند كوري. كان يعمل والدها كوكيل لأرض الدوق ديفونشير ومصوراً مبكراً، ابن عمها الكاتب والفنان إديث بلاك الذي كان صديقاً مقرباً لها، وكانَ يزورها بِشكل مُتكرر في مقاطعة تيبيراري. ومن الممكن أنه تَلقى مع فاني تَدريباً فَنياً بِرفقة شَقيقَتها في باريس.

## العَمَل الفني
كانت فاني واحدة من الأعضاء في جمعية الرسم للهواة الأيرلندية، وهي أول جمعية رسم في أيرلندا، تأسست في ليزمور في عام 1870.عَرَضت رُسوماتِها ولَوحاتِها الزيتية والمائِية في المَعرض الأول للمجموعة في عام 1871. وكانت عضواً نشطاً في المَجموعة وشارَكَت في جَميع أنشِطَتها، بالإضافة إلى مشاركتها في معرض عام 1878 في أثنوم/كورك. تم تغيير الاسم إلى جمعية لون المياه في أيرلندا في معرض 1887-1888 في بلفاصت. خدمت لِسنوات عَديدة كَأمينة لِلمجتمع. وظهرت لأول مرة في الأكاديمية الملكية هيبرنيان في عام 1877، وكان معظم عملها يَضُم دِراسات في الزهور والمناظر الطبيعية.
كانت فاني قد شَهِدت نَجاحاً مهنياً في إنجلترا، وعَرضت عَمَلها في الأكاديمية الملكية للفنون، والجَمعية الملكية للرسامين بالألوان المائية، والمعهد الملكي لرسامي النفط، وجمعية الفن للنساء وأصبحت عضواً فيها في عام 1886. عرضت أعمالها في معرض دادلي ومعرض غروسفينور ومعرض نيو غاليري ومعرض ووكر للفنون في ليفربول ومعرض مانشستر سيتي للفنون. وبحلول الثمانينيات من القرن التاسع عشر قيل عنها «لا يمكن اعتبارها من الهواة بكل معنى للكلمة، وأنها لا تَعتمد عَلى السعي للحصول على سبل العيش». كما أنها سافرت على نطاق واسع ومارست هواية الرسم في انجلترا وويلز وأوروبا. وتبين أعمالها في عام 1888 في بازار/ طنجة بأنها زارت شمال أفريقيا.

## البستنة وحياتها اللاحقة
بِسبب تَقَدم فاني في السن، بَدأت تُرَكز عَملها على البستنة. كانت تملك حضانة وارن وحدائقها في ليزمور، وهي متخصصة في النرجس البري.بعض النرجس البري الذي اعتنت به مُنِحَت عليه الميدالية الفضية المذهبة بانسيان في عام 1909 من الجمعية الملكية البستانية في لندن.انتخبت أيضاً عضواً في الجمعية الملكية البستانية في أيرلندا في عام 1901.مع حلول عام 1900، جمعت فاني بين شكلين من شقائق النعمان«ليزمور الأزرق وليزمور الوردي»، والتي لا تزال تزرع لليوم. وأشارت إلى أن الأشكال ذات اللون الأزرق من شقائق النعمان تنمو عادة بالقرب من المياه، وكانت نبتة «بارتسيا الصفراء» الوحيدة الموجودة في مقاطعة واترفورد.
كانت فاني مؤيدة لاقتراع المرأة ودخولها عالم الانتخابات، حيث كانت عضواً في كاتدرائية ليزمور. كتبت قصة خرافية«أمير ريتو أو شامروك ذي الأربع أوراق»، التي نُشِرَت في عام 1877 مع رسوم توضيحية من قبل هيلين صوفيا التي عاشت معها منذ عام 1898.

## وفاتها
توفيت فاني كوري في منزلها، مول هاوس في ليزمور بتاريخ 30 مارس 1917.